# Френк Запа
Френсис Винсент Запа (енгл. Frank Vincent Zappa; Балтимор, 21. децембар 1940 — Лос Анђелес, 4. децембар 1993) био је амерички музичар, сатиричар, гитариста, текстописац и певач.

## Биографија
Његови родитељи су били из Сицилије. Запина музичка каријера трајала је 30 година, а започео ју је 1956. године у тинејџерском саставу The Blackouts. Током тог раздобља Запа се показао као врстан композитор, гитариста и вођа састава. С њим су увек наступали велики музичари, а у пратећем саставу обично је имао око девет свирача. Почетком 1960-их основао је рок састав The Mothers of Invention с којим је остварио бројну дискографију. Запа је такође режирао дугометражне филмове и музичке спотове и дизајнирао насловне стране албума. Он се сматра једним од најиновативнијих и стилски најразноврснијих рок музичара своје ере. Умро је 1993. од рака.
Као остварења самоуког композитора и извођача, Запини разнолики музички утицаји довели су до стварања музике коју је понекад било тешко категорисати. Док је био тинејџер, развио је интерес за класични модернизам 20. века, афроамерички ритам и блуз и музику ду-вопа. Класичну музику почео је да пише у средњој школи, док је истовремено свирао бубњеве у ритам и блуз бендовима, касније прелазећи на електричну гитару. Његов дебитантски албум из 1966. године са the Mothers of Invention, Freak Out!, комбиновао је песме у конвенционалног рокенрол формата са колективним импровизацијама и студијски генерисаним звучним колажима. Он је наставио овај еклектични и експериментални приступ независно од тога да ли је основни формат био рок, џез или класика.
Запин резултат је обједињен концептуалним континуитетом који је називао „Пројекат/објекат“, са бројним музичким фразама, идејама и ликовима који се поново појављују у његовим албумима. Његови текстови одражавали су његове иконокластичке ставове о успостављеним друштвеним и политичким процесима, структурама и покретима, често духовито, и описиван је као „кум“ комичног рока. Он је био оштар критичар редовног образовања и организоване религије, и искрени и страствени заговорник слободе говора, самообразовања, политичког учешћа и укидања цензуре. За разлику од многих других рок музичара његове генерације, није одобравао дрогу, али је подржавао њихову декриминализацију и регулативу.
Запа је био високо продуктиван и плодан уметник са критичким ставом; присталице његове музике дивиле су се њеној композиционој сложености, док су критичари истицали да му недостаје емоционална дубина. Он је постигао известан комерцијални успех, посебно у Европи, и већи део своје каријере радио је као независни уметник. 
Запа и даље има велики утицај на музичаре и композиторе. Његове почасти укључују увођење у Дворану славних рокенрола 1995. године и награду Греми за животно дело 1997. године. Године 2000, он је рангиран на 36. месту VH1 списка 100 највећих извођача хард рока. Часопис Ролинг стоун га је 2004. рангирао на 71. место на листи „100 највећих уметника свих времена“, а 2011. на 22. место на листи „100 највећих гитариста свих времена“.

## Дискографија
- Freak Out! (1966)
- Absolutely Free (1967)
- Lumpy Gravy (1967)
- We're Only In It For The Money (1968)
- Cruising with Ruben & the Jets (1968)
- Uncle Meat (1969)
- Mothermania: The Best of the Mothers (1969)
- Worst of the Mothers (1969)
- The !@#$ of the Mothers of Invention (1969)
- Hot Rats (1969)
- Burnt Weeny Sandwich (1969)
- Weasels Ripped My Flesh (1970)
- Chunga's Revenge (1970)
- King Kong: Jean-Luc Ponty Plays the Music of Frank Zappa (Jean-Luc Ponty) (1970)
- Fillmore East - June 1971 (1971)
- 200 Motels (1971)
- Just Another Band From L.A. (1972)
- Waka/Jawaka (1972) (
- The Grand Wazoo (1972)
- Over-Nite Sensation (1973)
- Apostrophe (1974)
- Roxy & Elsewhere (1974)
- One Size Fits All (1975)
- Bongo Fury (1975)
- Zoot Allures (1976)
- Zappa In New York (1978)
- Studio Tan (1978)
- Sleep Dirt (1979)
- Sheik Yerbouti (1979)
- Orchestral Favorites (1979)
- Joe's Garage (1979)
- Tinseltown Rebellion (1981)
- Shut Up 'N' Play Yer Guitar (1981)
- You Are What You Is (1981)
- Ship Arriving Too Late To Save A Drowning Witch (1982)
- The Man From Utopia (1983)
- Baby Snakes (1983)
- London Symphony Orchestra vol 1 (1983)
- Boulez Conducts Zappa: The Perfect Stranger (1984)
- Them or Us (1984)
- Thing-Fish (1984)
- Francesco Zappa (1984)
- Frank Zappa Meets The Mothers Of Prevention (1985)
- Does Humor Belong In Music? (1986)
- Jazz From Hell (1986)
- London Symphony Orchestra vol 2 (1987)
- Guitar (1988)
- You Can't Do That on Stage Anymore, Vol. 1 (1988)
- You Can't Do That on Stage Anymore, Vol. 2 (1988)
- Broadway The Hard Way (1989)
- You Can't Do That on Stage Anymore, Vol. 3 (1989)
- The Best Band You Never Heard In Your Life (1989)
- The BRT Big Band Plays Frank Zappa (BRT Big Band) (1990)
- You Can't Do That on Stage Anymore, Vol. 4 (1991)
- Make A Jazz Noise Here (1991)
- Beat The Boots I 9 дискова (1991)
  - As An Am (1981—82)
  - The Ark (1968)
  - Freaks & Motherfu*#@%! (1970)
  - Unmitigated Audacity (1974)
  - Anyway The Wind Blows (2 дискова) (1979)
  - 'Tis The Season To Be Jelly (1967)
  - Saarbrucken 1978 (1978)
  - Piquantique (1973)
- Beat The Boots II 8 дискова (1992):
  - Disconnected Synapses (1970)
  - Tengo Na Minchia Tanta (1970)
  - Electric Aunt Jemima (1968)
  - At The Circus (1978)
  - Swiss Cheese/Fire! (2 диска) (1971)
  - Our Man In Nirvana (1968)
  - Conceptual Continuity (1976)
- You Can't Do That on Stage Anymore, Vol. 5 (1992)
- You Can't Do That on Stage Anymore, Vol. 6 (1992)
- Playground Psychotics (1992)
- Yahozna Plays Zappa (Yahonza) (1992)
- Ahead Of Their Time (1993)
- Zappa's Universe - A Celebration Of 25 Years Of Frank Zappa's Music (Joel Thorne/Orchestra of Our Time) (1993)
- The Yellow Shark (Ensemble Modern) (1993)
- Civilization, Phaze III (1994)
- Harmonia Meets Zappa (Harmonia Ensemble) (1994)
- Strictly Commercial (1995)
- Music By Frank Zappa (Omnibus Wind Ensemble) (1995)
- The Lost Episodes (1996)
- Läther (1996)
- Frank Zappa Plays the Music of Frank Zappa: A Memorial Tribute (1996)
- Have I Offended Someone? (1997)
- Frankincense: The Muffin Men Play Zappa (Muffin Men) (1997)
- Mystery Disc (1998)
- Cucamonga Years: The Early Works of Frank Zappa 1962-1964 (1998)
- Cheep Thrills (1998)
- Son of Cheep Thrills (1999)
- Everything Is Healing Nicely (1999)
- Frankly A Cappella (The Persuasions) (2000)
- The Zappa Album (Ensemble Ambrosius) (2000
- Bohuslän Big Band plays Frank Zappa (Bohuslän Big Band) (2000)
- FZ:OZ (2002)
- Halloween (2003)
- Zappa: Greggery Peccary & Other Persuasions (Ensemble Modern) (2003)
- Joe's Corsage (2004)
- Joe's Domage (2004)
- QuAUDIOPHILIAc (2004)